# Magistralinis kelias A7
La Magistralinis kelias A7 è una strada maestra della Lituania. Collega Marijampolė al confine con la Russia (Oblast' di Kaliningrad) dopo aver superato Kybartai. La lunghezza della strada è di 42,21 km. Le principali città attraversate sono Vilkaviškis, Virbalis e Kybartai.

## Descrizione

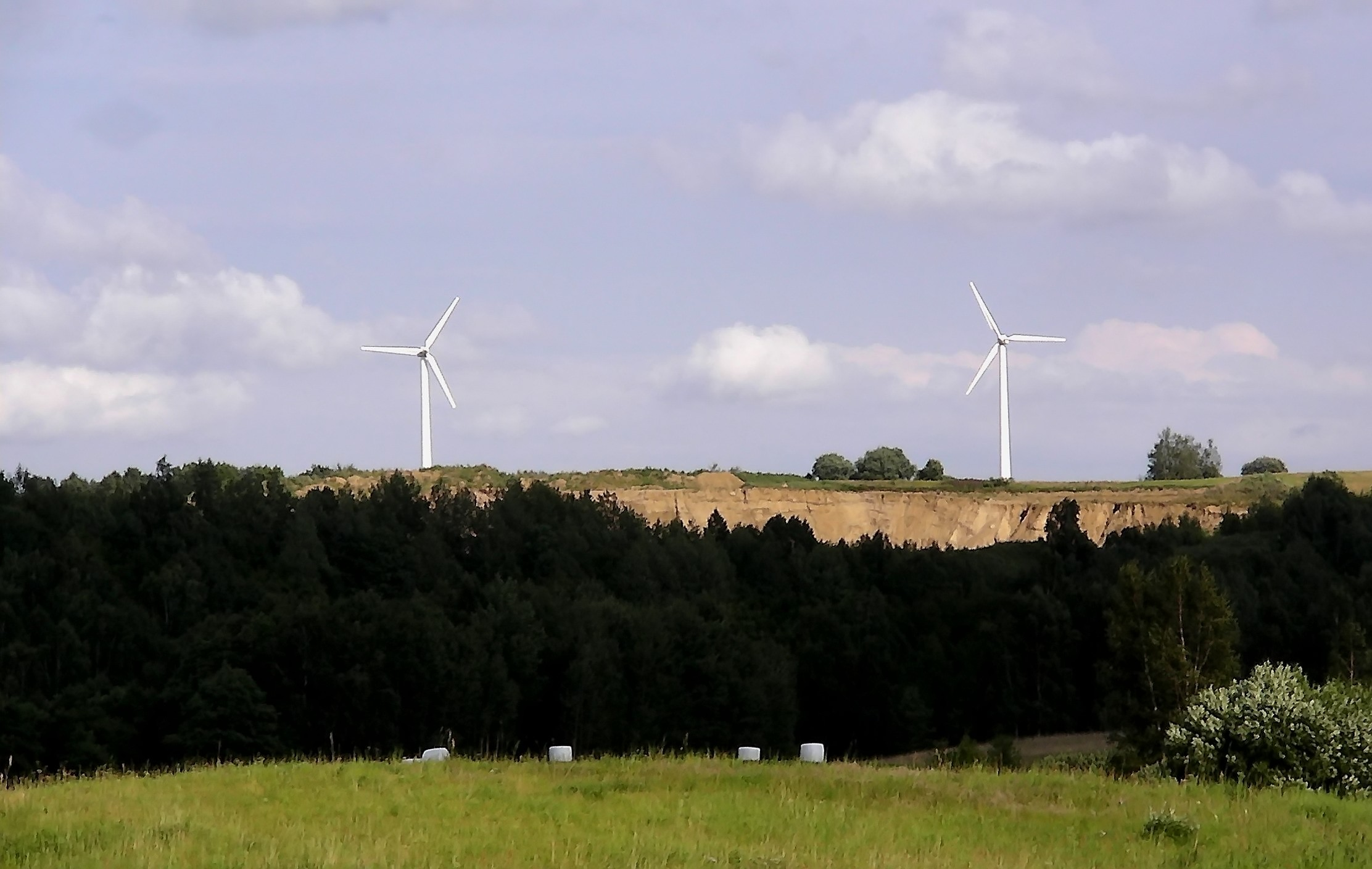
Paesaggio della contea di Marijampolė

Il limite di velocità si attesta prevalentemente a 90 km/h.
Questa strada fa parte della strada europea E28.